# Carlos Washington Pastor
Carlos Washington Pastor (Villa Mercedes, San Luis; 20 de junio de 1924-Buenos Aires, 9 de enero de 2012) fue un aviador militar argentino, perteneciente a la Fuerza Aérea Argentina, que alcanzó la jerarquía de brigadier mayor; ocupó el cargo de ministro de Relaciones Exteriores de la Nación, durante el Proceso de Reorganización Nacional, bajo la Presidencia de facto de Jorge Rafael Videla, desde el 6 de noviembre de 1978 al 29 de marzo de 1981.

## Familia
Hijo del matrimonio sanluiseño del dirigente conservador Reynaldo Pastor y Amelia Origone. Estaba casado con María Isabel Hartridge, quien era la hermana de la esposa de Jorge Videla, Alicia Raquel Hartridge.

## Carrera
Ingresó en 1942 al Colegio Militar de la Nación donde optó por especializarse en aviación. En 1945, fue transferido a la Escuela de Aviación Militar, dependiente de la Fuerza Aérea Argentina, creada en 1945, institución de la cual egresó a finales de ese año.
Apenas egresado prestó servicios en el Regimiento 2 de Caza donde ejerció hasta alcanzar la jerarquía de primer teniente. Fue ascendido a capitán en 1951, por servicios exteriores prestados en el Reino Unido, y en 1956 a mayor. Participó en la Misión Aeronáutica en los Estados Unidos, y posteriormente jefe del Grupo 3 de Caza, y más tarde, ascendido a vicecomodoro y ejerció como jefe del Destacamento Aeronáutico Militar Comodoro Rivadavia. Luego de aprobar el curso superior en la Escuela de Comando y Estado Mayor recibió su ascenso a comodoro en 1965.
En 1970 alcanzó el rango de brigadier y se desempeñó como comandante de Personal de la Fuerza Aérea Argentina, y siendo brigadier mayor en retiro, sería designado durante el Proceso de Reorganización Nacional, por Jorge Rafael Videla, ministro de Relaciones Exteriores, asumiendo el 6 de noviembre de 1978. Reemplazó al vicealmirante (R) Oscar Antonio Montes en el cargo. La gestión de Pastor como ministro se vio enmarcada por negociaciones por el Conflicto del Beagle con Chile, como así también denuncias de organismos internacionales por violaciones a los derechos humanos en la Argentina. Bajo su gestión se impidió la creación de una comisión de las Naciones Unidas con respecto a los derechos humanos. Se mantuvo en el cargo hasta el 29 de marzo de 1981, cuando Videla deja la presidencia y el nuevo gobernante de facto Roberto Eduardo Viola nombra en su lugar a Oscar Camilión.